# Ocrepeira albopunctata
Ocrepeira albopunctata is een spinnensoort in de taxonomische indeling van de wielwebspinnen (Araneidae).
Het dier behoort tot het geslacht Ocrepeira. De wetenschappelijke naam van de soort werd voor het eerst geldig gepubliceerd in 1879 door Władysław Taczanowski.